# Кузман Попов
Кузман Попов е български оперен режисьор и сценограф.

## Биография
Роден е на 30 октомври 1942 г. в София. През 1966 г. завършва режисура за драматичен театър във ВИТИЗ при проф. Филип Филипов и проф. Сашо Стоянов, а през 1971 – 1972 г. специализира оперна режисура в „Комише опер“ в Берлин при оперните режисьори проф. В. Фелзенщайн и проф. Г.Фридрих. Работи няколко години в драматичните театри на Шумен и Добрич, в Българската национална телевизия, след което постъпва като режисьор във Варненската опера.
Реализира над 10 драматични и над 100 оперни произведения, а също така значителен брой музикални предавания в БНТ. С негови постановки на оперите „Симон Боканегра“, „Бал с маски“, „Тоска“, „Отело“, „Травиата“, „Макбет“, „Аида“ и др. Варненската опера печели награди в Националните прегледи на оперното и балетно изкуство. С Варненския оперен театър участва в международни музикални фестивали и гастролира в Испания, Италия, Гърция, Египет, Русия, Турция и др.
За откриването на новия Оперен театър в Кайро поставя още оперите „Травиата“, „Трубадур“ и „Бохеми“. През 1997 г. гостува, заедно с Пловдивската опера, на сцената на Deutsche Oper в Берлин със свои сценични версии на „Княз Игор“ и „Ернани“, а през 1998 г. поставя „Кармен“ на сцената на Националната опера в Анкара. През 2016 г. неговите режисьорски прочити на „Ернани“ и „Аида“ жънат успех в Истанбул.
Реализира свои постановки на оперните сцени в България, Турция, Египет, Гърция, Башкирия, Северна Македония и др. Режисираната от него опера „Едип цар“ във Варненската опера е оценен като най-добрата оперна постановка за 1995 г. За цялостно творчество и принос в музикално-сценичното изкуство е удостоен двукратно с награда „Варна“. Съюзът на българските музикални и танцови дейци го отличава за заслуги към оперното изкуство и по повод 60-годишнината му със „Златна лира“. По повод неговата 70-годишнина Министерството на културата го удостоява с грамота и плакет.
Умира на 29 октомври 2020 г.